# Firestorm (DC Comics)
Firestorm (Tormenta de Fuego) es el nombre de varios superhéroes ficticios de DC Comics. Ronnie Raymond y Martin Stein debutaron como la primera encarnación en Firestorm, Nuclear Man No.  1 (marzo de 1978) y fueron creados por Gerry Conway y Al Milgrom.Jason Rusch debutó como una nueva version del personaje en Firestorm vol. 3 No. 1, (julio de 2004), y fue creado por Dan Jolley y ChrisCross.
El personaje de Firestorm también ha aparecido en el Arrowverso del canal The CW, en los Estados Unidos y Warner Channel en Latinoamérica, es interpretado por Robbie Amell, Victor Garber, y Franz Drameh.

## Historia de la publicación
La primera etapa de los cómics sobre Firestorm fue corta, se canceló repentinamente por recortes presupuestarios en toda la empresa, lo que se llamo en su momento "DC Implosion" término por el cual se conoce a los problemas que tuvo la empresa de cómics DC, hacia 1978.  El cómic nº 5,  fue el último número distribuido, conjuntamente con el nº 6 cancelando así un gran número de series de Cómics que DC tenía preparadas. El Autor del cómic Conway añadió a Firestorm a la lista de "Liga de la Justicia". Lo que originó a una serie de historias de 8 páginas en la parte posterior de los cómics de The flash, con ilustraciones de George Pérez, y que terminó con un resurgimiento mensual de los cómics de Firestorm en 1982. "La furia de Firestorm", que más tarde pasó a llamarse "Firestorm: el Hombre Nuclear" duró desde 1982 hasta 1990. 
Una nueva serie de cómics sobre Firestorm comenzó en el 2004 con un nuevo personaje, Jason Rusch, que sería el nuevo Firestorm. Como sus Firestorms predecesores, Jason tenía un sentido del humor que usaba a menudo para ocultar sus inseguridades.
Posteriormente se lanzó una serie de cómics, sobre Firestorm, en 2011. Protagonizada por Ronnie y su sucesor, Jason Rusch. Fue una de las primeras series de cómics que se lanzaron durante el resurgir y la recuperación de la empresa DC, con unas ediciones especiales de cómics con historias cruzadas, lo que se conoció como "Flashpoint". Estas series de cómics, "La furia de Firestorm" "Firestorm: el Hombre Nuclear", fueron escritas inicialmente por Gail Simone y Ethan Van Sciver y fueron ilustradas por Yildiray Cinar. Joe Harris sustituyó a Simone, al comienzo del nro. 7, mientras que el coautor Van Sciver también ilustró, los cómics nro.  7 y  8, antes de que Yildiray volviese a ilustrar los cómics de Firestorm. El veterano dibujante y escritor Dan Jurgens se hizo cargo de los cómics del nro. 13 (2012), hasta el nro. 20 que fue cuando la serie de cómics de Firestorm finalizo, en  2013.

## Biografía ficticia

### Ronnie Raymond
El primer Firestorm está formado por la combinación de Ronnie Raymond y el profesor Martin Stein. Ambos conviven en un mismo cuerpo debido a un accidente nuclear . El cuerpo de Firestorm es el de Ronnie, pues al producirse el accidente, estaba despierto. Mientras tanto, el profesor Stein es una especie de conciencia añadida a la mente de Ronnie. Las conversaciones cómicas entre ambos es lo que más destaca en el personaje. Tras la cancelación de su propia serie tras apenas seis números, Firestorm seguiría haciendo apariciones en cómics de distintos personajes, hasta que por fin obtuvo su serial en complemento a The Flash en 1980. Firestorm también se unió a la Liga de la Justicia a petición de Superman ese mismo año. En 1982, Firestorm obtuvo serie propia. Sus historias eran más un desahogo humorístico que otra cosa. Poco a poco su historia se fue desarrollando, hasta que llegó el año 1987, año en el que John Ostrander se hizo cargo del personaje, cambiando el chip radicalmente. En este año, Firestorm se convirtió en un héroe ecologista, y sus historias se volvieron mucho más oscuras y realistas, humanizando al personaje. El héroe exigió a Estados Unidos y la Unión Soviética que renunciaran a la energía nuclear como arma. Tras el rechazo, Firestorm acabó luchando contra Pozhar en Nevada; este era un metahumano ruso que también poseía poderes atómicos. Ambos fueron bombardeados con armas nucleares, y Pozhar, cuyo nombre era Mikhail Arkadin, se fusionó con Ronald y Martin en el cuerpo de Firestorm.

### Martin Stein
Martin Stein se enteró de que estaba destinado a ser el verdadero fuego elemental, y habría sido así si no fuera por Ronnie Raymond que también estuvo allí por las circunstancias. Raymond y Mikhail Arkadin fueron desligados de la matriz de Firestorm y devueltos a sus antiguas vidas, dejando al profesor Martin con todo el poder. El nuevo Firestorm se marchó al espacio exterior para explorar el universo y Ron acabó padeciendo leucemia como resultado de sus peripecias superheroicas. Martin volvió a la Tierra y le ofreció volverse a fusionar para salvarle la vida. Ronald rechazó la oferta, y Martin se sacrificó; restauró al joven como único integrante de Firestorm y desapareció para siempre. Durante la miniserie Crisis de Identidad, Ronnie Raymond muere a manos del Villano Shadow Thief, quien durante un combate lo atravesó con la espada encantada del héroe Shining Knight, provocando la explosión de su cuerpo: un reactor nuclear.

#### Versión de Tierra 3
Martin Stein era conocido como el científico más brillante de la Tierra, este se obsesionó en descubrir el secreto de la vida a través de la muerte por lo que empezó a realizar experimentos en personas que nadie volvía a ver con vida. Un enemigo del Crime Syndicate (contraparte malvada de la Justice league) lo contrata para que descubra las debilidades de todos los miembros de este equipo de villanos, dándole, además de mucho dinero, un laboratorio con tecnología de punta. En lugar de realizar la tarea para la que fue contratado, Stein usa estos recursos para continuar sus experimentos en humanos hasta llegar a experimentar consigo mismo al fusionar su cuerpo con un cadáver, esto le dio grandes poderes pero cambió su apariencia física por completo siendo conocido desde entonces como Deathstorm. Posteriormente se une al Crime Syndicate, equipo al que se supone que debía derrotar. Finalmente es asesinado por Mazahs.

### Jason Rusch
En 2004, DC comics revivió a Firestorm por tercera vez, en lugar de Ronnie Raymond hubo un nuevo protagonista, Jason Rusch, un adolescente afro. Durante la miniserie Crisis de Identidad, Ronnie Raymond muere a manos de  Shadow Thief, quien le atraviesa  con la espada del héroe Shinning Knight, provocando su explosión. Las partículas de Firestorm fueron canalizadas como parte de su esencia residual en el cuerpo de Jason Rusch. Con el tiempo, Ronnie volvería eventualmente dentro de la matriz de Firestorm durante cuatro números, hasta que desaparecería definitivamente (pero no para siempre). Durante la Crisis Infinita, el profesor Stein volvería de la nada para formar parte de Firestorm como una segunda conciencia de Jason, del mismo modo que hizo con Ronnie. Juntos pasarían multitud de aventuras y varios años. Como producto del destino, Jason se enfrentaría al villano que mató a Ronnie, el cual se mofó de Rusch diciendo que no era digno sucesor del primer Firestorm. Jason lo acaba derrotando demostrando así que se equivocaba.

#### Blackest Night
Durante la saga de "La noche más oscura" donde todos lo heroes muertos vuelven a la vida por los anillos de linterna negro, Ronnie volvió de la muerte como el black lantern dead storm, forzó a Jason a unirse a él y mató a la novia de Jason convirtiéndola en una estatua de sal mientras Jason observada dentro de la matriz dead storm.

#### Brightest Day
Durante los acontecimientos del "Día más Brillante", Jason y Ronnie forman parte del grupo de héroes que vuelven a la vida gracias al anillo de linterna blanca. Pero esta vez eran Jason y Ronnie los que formaban al Héroe Firestorm, siendo Ronnie quien controlaba el cuerpo y Jason una segunda conciencia. El dúo continuó formando a Firestorm hasta después del reinicio del universo DC en "Los Nuevos 52"

## Firestorm en "Los Nuevos 52"/DC Renacimiento
En 2011, DC Comics lanza una nueva serie titulada como “La Furia de Firestorm: Los Hombres Nucleares”, formando parte del nuevo universo iniciado por la compañía. Así, en esta nueva realidad, Jason Rusch es el típico estudiante nerd de secundaria superdotado que se enfrenta con su compañero de estudios, el atleta Ronnie Raymond. Cuando los terroristas vienen en busca de un dispositivo que Martin Stein le envió a Jason para su custodia, este se activa, transformándole a él y a Ronnie en versiones separadas de la matriz de Firestorm. Posteriormente se unirían para formar un solo Firestorm.

### Los Nuevos 52: El fin del mañana
En la saga "Los Nuevos 52: El fin del mañana" 5 años en el futuro; se ve a un Jason cansado de formar a Firestorm y un Ronnie sin razón para vivir y un gran remordimiento ya que se encontraba consiente de sus actos cuando mataron a la novia de Jason. Tras la segunda batalla con Darkseid, en donde los habitantes de tierra 2 buscan refugio, una decepcionada exnovia de Tim Drake (quien se había retirado y cambiado su nombre tras la muerte de sus compañeros los Teen Titans) queda en medio de una pelea entre Ronnie y un profesor, el cual buscaba completar su trabajo sobre la tecnología de la tele transportación, el cual reprochaba a la Liga de la Justicia, porque dicha tecnología la tenía bajo su poder y con la cual podría salvar varias vidas,en la batalla Ronnie se sacrifica para salvarla, ella y Jason formarían a partir de ese día la nueva Firestorm, ella seria el cuerpo y Jason la conciencia secundaria.

## Poderes y habilidades
Firestorm tiene la capacidad de reorganizar las estructuras moleculares o de partículas de cualquier sustancia en casi cualquier otra cosa, creando diferentes estructuras atómicas de igual masa. Puede transmutar la composición básica de un objeto (por ejemplo, transmutar plomo en oro) y también puede cambiar su  forma a voluntad. Al igual que las limitaciones de Green Lantern, Firestorm solo puede crear elementos cuyo funcionamiento es entendido por el "conductor" de la Firestorm Matrix, a través de él puede hacer construcciones sensibles más complejas a partir de las energías de la Matrix. A diferencia de las creaciones de Green Lantern, las alteraciones de Firestorm son permanentes a menos que las invierta.
Inicialmente, no podía afectar la materia orgánica sin una retroalimentación dolorosa, incluso letal (es decir, disrupción biofísica fatal o incluso fenómenos de movimiento de partículas localizados como cambios extremos en el clima). Más tarde se reveló que Firestorm siempre podía cambiar la materia orgánica, pero optó por no hacerlo. Sin embargo, cuando Jason Rusch se convirtió en Firestorm, esta debilidad pareció haberse disipado. Con variaciones antiguas y nuevas, la limitación orgánica no se extiende a su propia persona, ya que sus usuarios pueden cambiar molecularmente su yo conductor a voluntad, permitiéndoles regenerar tejido corporal perdido o dañado, estimular el sistema inmunológico, cambiar de forma, aumentar las capacidades físicas y sobrevivir indefinidamente sin comida, sueño, agua o aire. Las capacidades como tales producen niveles sobrehumanos de fuerza, durabilidad y resistencia a las lesiones lo suficientemente grandes como para desafiar a los Nuevos Dioses, como Orion, Lashina o un Kalibak empoderado, o sobrevivir a los rigores del espacio exterior y sentarse cerca de la corona interna superior de la fotosfera del sol sin molestias. El Prof. Stein ha declarado que el poder de Firestorm es teóricamente infinito, aprovechando la chispa de la creación, el Big Bang mismo. Sin embargo, el poder infinito corre el riesgo de quemar a su anfitrión.
Aunque Firestorm Matrix puede ser utilizado por un único huesped controlador, como fue el caso de Ronnie, Stein y Rusch, esto no se recomienda. La matriz funciona mejor con dos personas, un piloto y un secundario, para comprenderlo y dominarlo. Martin instruyó a Rusch sobre cómo estudiar los poderes actuales y potenciales disponibles para ellos dentro de la matriz firestorm y cómo ajustarlos manualmente sobre la marcha en una fecha posterior. Su principal fuente de energía provino de las energías estelares ambientales de las estrellas y los soles nativos, pero también podría usar su copiloto como fuente de energía, aunque se consumirán con el tiempo y se desintegrarán genéticamente si no se ajustan adecuadamente a su poder.
El aspecto de fusión de la matriz puede permitir fusiones externas que asimilen cualquier habilidad inherente que estos otros puedan poseer, sin embargo, esto puede disminuir su efectividad y estabilidad. Rusch ha demostrado que puede deformarse espontáneamente a sí mismo y a otros con los que se había fusionado previamente a su ubicación específica, activando la conexión de la vía neuronal y permitiendo acceder a los conocimientos y recuerdos de los demás para utilizar mejor las capacidades de Firestorm. Los usuarios de la matriz Firestorm  pueden acceder a un tipo de memoria ancestral del continuo de usuarios anteriores de la matriz, lo que les permite acceder al conocimiento latente de los átomos que la componen. Esto también se traduce en una forma de visión espacio-temporal en la que el usuario puede vislumbrar las vidas pasadas, presentes, futuras y alternativas de cualquier otro Firestorm a lo largo de la realidad utilizando un colectivo de agujeros de gusano subatómicos que existen como parte de la matriz. Este poder es demasiado complejo para controlarlo adecuadamente, por lo que ha sido muy poco confiable como habilidad.
El conductor puede volar a velocidades supersónicas en una atmósfera y alcanzar velocidades de escape. El conductor también puede ajustar el tamaño de su cuerpo o agrandar otros del universo subatómico a voluntad, ya que Rusch una vez arrastró a Ray Palmer desde su tamaño microscópico al mundo natural mientras estaba en Apokolips. La manipulación del yo a nivel subatómico permite que el conductor se vuelva intangible y atraviese objetos sólidos. Esto le permitió a Rusch comunicarse con John Stewart y examinar su mente telepáticamente después de que la bestia del vacío se apoderara de él. Firestorm también es experto en absorber y redistribuir radiación o energía de forma inofensiva y productiva (como en Green Lantern: Circle of Fire número 7 habiendo absorbido Radiación Zeta del cuerpo de Adam Strange y reutilizado para convertir un quásar destructor del universo sobre sí mismo y absorber la lluvia radiactiva de una detonación nuclear masiva). Puede generar explosiones destructivas o contundentes de energía nuclear, a través de las cuales también puede canalizar sus poderes de transfiguración.
Si bien la matriz otorga poderes únicos a los fusores, también puede otorgarlos accidentalmente a personas atrapadas en la matriz  por error. Un ejemplo es Nanette Phaedon, esposa del fallecido Allen Phaedon, quien ganó la habilidad de cambiar su estado cuántico para cambiar de tamaño y volar por su propia voluntad. Después de la resurrección de Raymond durante Brightest Day, Firestorm ganó la capacidad de cambiar "conductores" entre Ronnie y Jason a voluntad; antes de eso, solo el conductor activo tenía el control, y la conciencia dormida solo podía aconsejar al otro sobre qué acción tomar. Una de las fallas de una fusión Firestorm es que la psique más fuerte dominará el poder de la matriz, como cuando Jason se fusionó con Luis Salvador, quien lo dominó desde el asiento del pasajero de la matriz.
Durante los nuevos 52, la matriz Firestorm  podría compartirse a través de múltiples usuarios a la vez. Los usuarios podrían fusionarse y volverse más fuertes pero más inestables. La entidad formada entre Ronnie y Jason al usar la matriz en conjunto creó un ser nuclear llamado "La Furia". También se demostró que la matriz comparte parentesco con el campo cuántico de alguna manera, lo que permite a los usuarios de Firestorm obtener su poder para la transmutación y manipulación subatómicas. Algunos creen que es clave para la legendaria teoría de las partículas de Dios. Sus propiedades de fusión pueden suponer una gran carga para el usuario; Firestorm corre el riesgo de alcanzar una masa crítica y detonar. En el peor de los casos, la fusión de demasiados usuarios en la matriz podría desencadenar un segundo Big Bang.

## Apariciones en otros medios

### Televisión

#### Animación
- La encarnación original de Firestorm apareció en ABC, Super Friends: The Legendary Super Powers Show y The Super Powers Team: Galactic Guardians  (las últimas dos series de los Super Amigos), con la voz de Mark L. Taylor(Ronnie Raymond), así como por Olan Soule (Martin Stein; primera serie) y por Ken Sansom (Martin Stein; segunda serie).
- Firestorm se encontraba entre la multitud de estrellas invitadas previstas en la serie animada de Cartoon Network, Liga de la Justicia Ilimitada. El escritor / productor de Dwayne McDuffie dijo que los productores tenían permiso de DC Comics para utilizar el personaje, pero los creadores del programa no pudieron llegar a una historia que les gustara, y se reveló en la revista # 197 que los productores intención de utilizar la versión de Ronnie Raymond / Martin Stein como personaje principal del episodio "La historia más grande nunca contada", pero fue reemplazada por Booster Gold.
- La encarnación de Firestorm de Jason Rusch / Ronnie Raymond aparece en la serie animada de televisión Batman: The Brave and the Bold, con la voz de Tyler James Williams (Jason Rusch) y de Bill Fagerbakke (Ronnie Raymond).
- Franz Drameh y Victor Garber repiten sus papeles como Jefferson Jackson y Martin Stein en la serie web Vixen.[5]
- La versión de Firestorm de Ronnie Raymond / Martin Stein aparece en Justice League Action, con la voz de P. J. Byrne (Ronnie Raymond) y de Stephen Tobolowsky (Martin Stein).

#### Acción en vivo
Firestorm aparece en el Arrowverso de The CW, con el profesor Martin Stein interpretado por Victor Garber, Ronnie Raymond interpretado por Robbie Amell, y Jefferson "Jax" Jackson interpretado por Franz Drameh, Firestorm aparece por primera vez en la serie de 2014, The Flash con Ronnie Raymond y el profesor Martin Stein como las dos mitades. Ronnie es ingeniero en S.T.A.R. Labs y el prometido de Caitlin Snow, mientras que el profesor Stein es el creador de la matriz F.I.R.E.S.T.O.R.M. Se presume que Ronnie ha fallecido a causa de la explosión del acelerador de partículas al tiempo que salvó las vidas de sus compañeros de trabajo, sin embargo, sobrevivió y se fusionó con Stein, teniendo la matriz en sus personas, para convertirse en la entidad más tarde llamada Firestorm. Los dos pasan meses atrapados juntos, con Stein en el control primario de Firestorm, hasta que Caitlin descubre información de Jason Rusch (Luc Roderique), el antiguo asistente de Stein. Harrison Wells se las arregla para separar a los dos, y eventualmente aprenden a controlar sus poderes compartidos. Se filmó una escena que presentaba la capacidad de Firestorm para manipular la materia, pero finalmente se cortó debido a limitaciones de tiempo. Cuando una singularidad amenaza a Ciudad Central, Firestorm vuela para interrumpir la singularidad, provocando la separación de las mitades, pero solo Barry Allen puede recuperar a Stein mientras se presume que Ronnie está muerto. Después de la muerte de Eddie y Ronnie, el profesor Stein se convierte en miembro del equipo Flash como asesor científico del grupo. Eventualmente, Stein comienza a mostrar síntomas de que la matriz de Firestorm se ha vuelto inestable sin un compañero, poniendo en peligro su vida. Cuando el equipo Flash busca un posible candidato entre las personas que han sido afectadas por la explosión de la materia oscura de una manera similar que también poseen el mismo tipo de sangre, Jax Jackson finalmente se convierte en el nuevo socio. Una ex estrella de fútbol de la escuela secundaria (como Ronnie en los cómics), Jax se lesiona por la explosión del acelerador de partículas, terminando su carrera universitaria antes de comenzar. Jax, al principio, duda en convertirse en la nueva mitad de Firestorm, pero está de acuerdo cuando el único otro candidato utiliza los poderes para la venganza. Jax y Stein más tarde dejan la ciudad central para entrenarse usando sus poderes de Firestorm. Cuando Barry, Cisco y Harry Wells viajan a la Tierra-2, se encuentran a Deathstorm (contraparte de la Tierra-2 de Ronnie Raymond). Además de ser el otro significativo de Killer Frost, Deathstorm tiene el control de Ronnie, ya que no ha dejado salir a su compañero en años y ya no puede escucharlo. Cuando Deathstorm y su jefe Reverb casi matan a Barry, Zoom mata tanto a Reverb como a Deathstorm, dejando a Killer Frost llorando la muerte de Ronnie.
Firestorm también aparece como personaje principal de la serie Legends of Tomorrow con Martin Stein y Jax Jackson como las dos mitades, mientras que Graeme McComb interpreta a la encarnación más joven del primero. En la primera temporada, Jax inicialmente no quiere participar en la misión de Rip Hunter, en la medida en que Stein tiene que noquearlo para subir a bordo de la nave del tiempo.  Con el tiempo, Jax comienza a apreciar ser parte del equipo. Durante un viaje a 1986, Stein se fusionó a la fuerza con Valentina Vostok para crear un Firestorm soviético, pero es capaz de liberarse del villano sociopático con el aliento de Jax; la separación y la fusión incorrecta provocan una explosión que aparentemente mata a Vostok. El final de la primera temporada presenta la capacidad de Firestorm para transmutar la materia, convirtiendo posteriormente un meteoro en agua antes de que Vándalo Salvaje pueda usarlo como parte de un plan complejo para deshacer la historia. En la segunda temporada, Stein asume brevemente el papel de líder del equipo, antes de entregarle las riendas a Sara Lance. Durante un viaje a 1987, Stein tiene un encuentro con su yo más joven, durante el cual reprende a su yo más joven por su actitud hacia su esposa. Cuando Stein regresa al presente en el capitulo del crossover "Invasión",  descubre que lo dicho a su yo mas joven, lo ha llevado a tener una hija llamada Lily. Inicialmente, Stein ve a Lily como una paradoja temporal, pero eventualmente se vuelve más cercano y protector de Lily y por lo tanto, acepta su nueva vida como padre. Para la tercera temporada, Stein se convirtió en abuelo después de que Lily tuviera a Ronnie (el nombre de su compañero original de Firestorm), lo que llevó a Jax a pedirle ayuda a Ray Palmer para descubrir cómo podrían separar la matriz de Firestorm para que Jax pueda canalizar el poder por su cuenta. En "Crisis en la Tierra-X", Stein está gravemente herido al tratar de ayudar a los héroes a escapar de la Tierra-X y Jax también se lesiona debido a la conexión de la matriz de Firestorm. Stein se sacrifica bebiendo la fórmula creada para separar la matriz de Firestorm, salvando la vida de Jax. Después, Jax, todavía perturbado por la muerte de Stein, intenta cambiar la historia contactando a Stein desde 1992, pero el joven Stein rechaza la oferta, lo que incita a Jax a abandonar a las Leyendas para curarse de su dolor. Jax regresa en el final de la tercera temporada para ayudar a las Leyendas a la batalla final contra el demonio Mallus. Esta versión de Jax se presenta como habiendo estado fuera del equipo durante cinco años, ahora felizmente casado con una hija llamada Martina por su fallecida pareja.

### Película
- La versión de Jason Rusch de Firestorm aparece en Justice League: Crisis on Two Earths, con la voz de Cedric Yarbrough. Tiene una breve aparición, pero no está claro si está fusionado con Martin Stein, Ronnie Raymond o si está operando por su cuenta. Batman, al darse cuenta de que está superado en número por varios súper villanos de una tierra paralela, teletransporta Tormenta de fuego junto con varios otros superhéroes para defender la base. Tormenta de fuego se involucra en una batalla con uno de los "Hombres creados" de la Tierra alternativa, y se ve que usa poderes de manipulación molecular para encarcelar a su enemigo en el revestimiento del suelo de la estación espacial incompleta de la Liga de la Justicia. Cuando el súper villano rompe fácilmente las placas, Firestorm se da cuenta de que es superado, y cambia de táctica, tratando de abrumar a su oponente con explosiones de energía. A pesar de que es derribado y casi terminado por el enemigo, Canario Negro usa un grito a tiempo para salvarlo. Aparte de aparecer brevemente en el polvo de un centro de comando demolido, no se lo vuelve a ver hasta el final de la película, cuando se da a entender que Batman lo ha invitado a él y al resto de la ayuda de emergencia para unirse a la Liga de la Justicia. Además, una versión alternativa de Firestorm, de un universo paralelo, aparece brevemente en la pantalla entre los Made Man.
- La versión de Jason Rusch de Firestorm aparece en Lego DC Comics Super Heroes: The Flash, con la voz de Phil LaMarr.

### Videojuegos

#### Lego
- La versión de Firestorm de Ronnie Raymond / Martin Stein aparece como un personaje jugable en Lego Batman 3: Beyond Gotham, con la voz de Nolan North.
- La encarnación en la Tierra 3 de Martin Stein como Deathstorm aparece como uno de los antagonistas centrales en Lego DC Super-Villains, con la voz de Lex Lang,[23][24] y la versión de Firestorm de Jason Rusch / Martin Stein es un personaje jugable.

#### Injustice
- La versión de Firestorm de Jason Rusch / Martin Stein aparece como un personaje jugable en Injustice 2, con la voz de Ogie Banks (Jason Rusch inspirado en Jefferson Jackson) y de Fred Tatasciore (Martin Stein).[25] En el juego, Firestorm es un aliado de Batman, que ayuda a restablecer el orden en el planeta después de la derrota del Alto Consejero Superman. Ellos y Blue Beetle son seleccionados por Batman para proteger la celda de Superman en la Prisión Conmemorativa Lex Luthor de los miembros restantes del Régimen y las fuerzas de Brainiac cuando comienzan a sentirse abrumados, Firestorm amenaza con destruir la instalación con su energía nuclear, pero se abstiene después de que Batman llega y libera a Superman. Posteriormente, Batman reprende al dúo por su imprudencia y les hace crear un fragmento dorado de kryptonita para usar en caso de que Superman vuelva a ser pícaro. Más tarde, se les lava el cerebro para servir a Brainiac, pero son salvados por Batman y Superman.[26] En su final, Firestorm intenta sobrecalentar los motores de la nave Skull para derrotar a Brainiac, pero el proceso hace que la nave explote y destruya los miles de mundos recolectados en su interior. Aunque saben que los héroes nunca volverán a verlos de la misma manera después de su error, todavía prometen su lealtad para ayudar a Batman si es necesario.